# Boshan (ort i Kina)
Boshan är en ort i Kina. Den ligger i provinsen Shandong, i den östra delen av landet, omkring 77 kilometer öster om provinshuvudstaden Jinan. Antalet invånare är 153 596.
Runt Boshan är det tätbefolkat, med 683 invånare per kvadratkilometer. Boshan är det största samhället i trakten. Trakten runt Boshan består till största delen av jordbruksmark.
Genomsnittlig årsnederbörd är 840 millimeter. Den regnigaste månaden är juli, med i genomsnitt 284 mm nederbörd, och den torraste är januari, med 7 mm nederbörd.